# NGC 4527
NGC 4527 ist eine aktive Balken-Spiralgalaxie mit großflächigen Sternentstehungsgebieten vom Hubble-Typ SBbc im Sternbild Jungfrau auf der Ekliptik. Sie schätzungsweise 74 Millionen Lichtjahre von der Milchstraße entfernt und hat einen Scheibendurchmesser von etwa 140.000 Lj. Unter der Katalognummer VCC 1540 ist sie als Mitglied des Virgo-Galaxienhaufens gelistet.
Im gleichen Himmelsareal befinden sich u. a. die Galaxien NGC 4533, NGC 4536, NGC 4544, IC 3474.
Das Objekt wurde am 23. Februar 1784 von dem deutsch-britischen Astronomen Wilhelm Herschel entdeckt.